# 真相對話錄
《真相對話錄》是壹電視新聞台自行製作的談話節目，於2025年7月13日－至今於壹電視新聞台開播，主持人為洪培翔。

## 播出時間

### 首播
| 頻道         | 所在地 | 播映日期           | 播出時間           |
| ------------ | ------ | ------------------ | ------------------ |
| 壹電視新聞台 | 臺灣   | 2025年7月13日-至今 | 每週日 20:00-21:00 |

## 製作團隊
- 總監：洪培翔
- 編審：李惠真、林睿康
- 製作人：戴秋蓉、郭雅琳
- 執行製作：陳家俞
- 後製剪輯：林士傑
- 技術指導：蔡玉娟、吳建寬
- 視訊：張翼
- 成音：利建興
- 燈光：洪ㄧ成、鄭鈞方
- 攝影：胡延勳、陳志豪、謝沁樺
- 助理導播：乳韋秀
- 導播：丁培華、黃心怡